# Javania pseudoalabastra
Javania pseudoalabastra is een rifkoralensoort uit de familie van de Flabellidae. De wetenschappelijke naam van de soort is voor het eerst geldig gepubliceerd in 1974 door Zibrowius.